# Erik Aleksander Schjerven
Erik Aleksander Schjerven es un actor noruego, más conocido por haber interpretado a Albert Lunde en la serie Hotel Cæsar y a Jon Hatland en la película Max Manus: Man of War.

## Biografía
Su hermano es el presentador noruego Petter Schjerven.
Erik se entrenó en la London Academy of Music and Dramatic Art, "LAMDA" (en español: Academia de Londres de Música y Arte Dramático).

## Carrera
En 1998 se unió al elenco principal de la serie Hotel Cæsar, donde interpretó a Albert Lunde hasta 2001. En 2008 se unió a la película Max Manus: Man of War, donde interpretó a Jon Hatland.
En 2010 prestó su voz para el personaje del Príncipe Haakon Magnus de Noruega en la película En helt vanlig dag på jobben. En 2016 se unió al elenco principal de la serie danesa Vikingane, donde interpreta a Magnus hasta ahora.

## Filmografía

### Series de televisión
| Año             | Título       | Personaje    | Notas                   |
| --------------- | ------------ | ------------ | ----------------------- |
| 2016 - presente | Vikingane    | Magnus       | 6 episodios             |
| 2015            | Okkupert     | Sveinung     | 2 episodios             |
| 2012            | Lilyhammer   | Petter Krohg | episodio "The Flamingo" |
| 2001            | Fox Grønland | Pål Gårder   | episodio # 1.10         |
| 1998 - 2001     | Hotel Cæsar  | Albert Lunde | 389 episodios           |

### Películas
| Año  | Título                       | Personaje                | Notas |
| ---- | ---------------------------- | ------------------------ | --- |
| 2010 | En helt vanlig dag på jobben | Haakon Magnus de Noruega | junto a Jan Gunnar Røise, Ingar Helge Gimle, Jon Øigarden, Kristin Eidså y Christian Rubeck               |
| 2008 | Max Manus: Man of War        | Jon Hatland              | junto a Aksel Hennie, Ken Duken, Christian Rubeck, Pål Sverre Hagen, Jakob Oftebro y Rolf Kristian Larsen |